# طين كوبر الجيري
كوبر مارل أو طين كوبر الجيري هو اسم قديم لطبقات متعددة من الحجر الطيني والحجر الغريني من العصر الثلاثي والتي حدثت تحت أجزاء من الأراضي المتوسطة الإنجليزية والمناطق المجاورة مثل تشيشير، نوتينغهامشير، ديفون، شرق ورشستر وشمال يوركشاير.
عادة ما تكون هذه الطبقات حمراء اللون، أو أحيانًا خضراء أو رمادية، عديمة الملامح وتحتوي على حفريات قليلة. في تكوينات الأحواض، توجد أحيانًا طبقات سميكة تحمل الهاليت، أو رواسب الملح الصخري، في قاعدة مارل.
في التسمية الحديثة، يتم تضمين كوبر مارل ضمن مجموعة حجر ميرسيا الطيني.